# شاه‌کوه سفلی
شاه کوه، روستایی از توابع بخش مرکزی شهرستان گرگان در استان گلستان ایران است.
این روستا جنوبی‌ترین روستای استان گلستان از لحاظ مختصات جغرافیایی و مسکونی بودن است.
شاهکوه روستایی است کوهستانی واقع در البرز مرکزی که از شمال به گرگان و از جنوب شرقی به شاهرود و از جنوب غربی به دامغان می‌رسد و از نظر تقسیمات استانی در حوزه استان گلستان قرار می‌گیرد. این روستا در ارتفاع ۲۰۰۰ متری دریا قرار دارد و با شهرهای گرگان و شاهرود ارتباط زمینی از طریق راه شوسه دارد. شاهکوه به علت موقعیت کوهستانی خود دارای تابستان‌هایی معتدل و زمستان‌هایی سرد است و مردم آن به کارهای کشاورزی و دامپروری اشتغال دارند. در پاییز و زمستان مردم این منطقه به علت سردی هوا و عدم امکان کشت‌وکار به شهرهای گرگان کوچ می‌کنند. اما در تابستان شاهکوه جمعیت فراوانی را در خود جای می‌دهند و جمعیت آن به حدود پانصد خانواده می‌رسد.
اصلطاح مردم اصیل و بومی شاهکوه را اگر بخواهیم در زمان ایران باستان به کار ببریم باید آن را به ساکنین اولیه این منطقه که قبل از مهاجرت هندی‌ها که در منطقهٔ «هندی سر» زندگی می‌کردند اطلاق کنیم. قوم دهقان‌ها با ورود به منطقه شاهکوه کم‌کم مراتع و زمین‌های بکر کشاورزی را به زیر سلطه خود درآوردند. این قوم از ۳۵۰۰ سال پیش از میلاد تابه امروز در این منطقه زندگی کرده‌اند. دهقان‌ها از اولین کشاورزان منطقه شمال (هیرکان و گرگان) بودند. این مردم کشاورزی را به اقوام دیگری که در در کنار و همسایگی این منطقه بودند آموختند.

## موقعیت و تاریخچه
روستای شاه‌کوه از توابع بخش مرکز شهرستان گرگان، در ۶۵ کیلومتری جنوب شرقی شهر گرگان قرار دارد.
این روستا، از شمال به کوه خوش دشتی، از غرب به کوه شیرکش، از جنوب به کنودره و رودخانه فصلی رودبار دله محدود می‌شود. کوه سیاه‌پوش و کوه ترکه چال از دیگر کوه‌های اطراف این روستا هستند. کوه گاوکشان در ۶ کیلومتری جنوب شرقی روستا و کوه سرلیسه در ۵ کیلومتری شمال روستا واقع شده‌اند.
روستای شاهکوه، تحت تأثیر اقلیم کوهستانی زمستان‌های سرد و تابستان‌های معتدل دارد. ارتفاع روستا از سطح دریا ۲۵۴۰ متر و میانگین بارندگی سالانه آن ۵۸۴ میلی‌متر گزارش شده‌است.
رابینو، در سفرنامه خود از کاروانسرای قزلق و رباط سفید در فاصله چند کیلومتری آن یاد کرده‌است. این روستا در گذشته، در مسیر جاده اصلی و شاهراه ارتباطی بین خراسان بزرگ و شاهرود بوده‌است.
براساس نتایج سرشماری سال ۱۳۷۵، روستای شاهکوه ۶۷۱ نفر جمعیت داشته‌است که در سال ۱۳۸۵ به ۷۰۰ نفر افزایش یافته‌است.
درآمد اکثر مردم روستای شاهکوه از فعالیت‌های زراعی، باغداری و دامداری تأمین می‌شود. تعدادی از مردم نیز در بخش خدمات و صنایع دستی اشتغال دارند.
محصولات عمده زراعی آن شامل گندم، جو، سیب‌زمینی و سبزیجات است. انواع محصولات باغی از قبیل زردآلو، سیب و بادام در روستا به عمل می‌آید.
روستای کوهستانی شاهکوه با بافت مسکونی متراکم در شیب ملایمی استقرار یافته‌است. سقف خانه‌ها، مسطح با پوششی از کاهگل و چوب است که اکثراً در یک طبقه و ندرتاً دو طبقه ساخته شده‌اند. کالبد خانه‌ها و کاربری فضاهای درونی آن از نوع فعالیت و معیشت ساکنین متأثر شده و با اقلیم کوهستانی منطقه سازگاری یافته‌است. مصالح به کار رفته در ساخت خانه‌ها عمدتاً بومی و شامل سنگ، گل، خشت و چوب می‌باشد.
این روستا دو محله بزرگ به نام ده میان و ده دره دارد.

## جاذبه‌های گردشگری
روستای شاهکوه در امتداد دره دینو و کنودره واقع شده‌است و پیرامون آن را کوه‌های خوش دستی، شیرکش، ترکه چال، سیاهپوش، گاوکشان و سرلیسه فرا گرفته‌اند. کوه نیمه جنگلی و بسیار زیبای سرلیسه در ۵ کیلومتری شمال غربی روستا، با ارتفاع ۲۹۱۰ متر یک مقصد طبیعت گردی است و کوهنوردان بسیاری را به سوی خود جلب می‌کند. رشته کوه گاوکشان در ۶ کیلومتری جنوب غربی روستا واقع شده و با ارتفاع ۳۸۱۳ متر یکی از بلندترین ارتفاعات استان و سرچشمه رودهای سرتنگه، چهارده و آب ترودبان است. دامنه‌های شمالی این کوه به شهرستان گرگان و دامنه‌های جنوبی آن به شهرستان‌های شاهرود و دامغان مشرف است. یخچال‌های طبیعی رشته کوه‌های گاوکشان، بر زیبایی و جذابیت ارزش‌های گردشگری ورزشی آن افزوده‌است.
از دیگر جاذبه‌های طبیعی روستا می‌توان به رودخانه فصلی رودبار دله اشاره کرد. کاروانسراهای قزلق و رباط سفید آثار تاریخی برجسته نزدیک این روستا است. این کاروانسرا در ۴ کیلومتری شمال روستای چهارباغ و در مسیر راه دهانه قزلق به شاهکوه قرار دارد. رابینو در سفرنامه خود از این کاروانسرا یاد می‌کند. در ساخت کاروانسرا بیشتر از سنگ، آجر و گچ استفاده شده و شامل تالار، قهوه‌خانه، اتاق‌ها و دالان‌های فراوان و سقف گنبدی می‌باشد. چشمه ضلع شمالی کاروانسرا، آب آن را تأمین می‌کرده‌است. این کاروانسرا در مسیر راه باستانی و شاهراه خراسان به شاهرود ساخته شده‌است. این روستا از طریق شهر گرگان، با جاده‌ای آسفالت قابل دسترسی است.

## خواهرخوانده
- مجن